# Сальватьєрра (Алава)
Сальватьєрра, Аґурайн (ісп. Salvatierra, баск. Agurain) — муніципалітет в Іспанії, у складі автономної спільноти Країна Басків, у провінції Алава. Населення — 4801 осіб (2009).
Муніципалітет розташований на відстані близько 290 км на північ від Мадрида, 23 км на схід від Віторії.
На території муніципалітету розташовані такі населені пункти: Алангуа, Аррісала, Егілеор, Ітуррієта, Опакуа, Сальватьєрра/Агурайн (адміністративний центр).

## Демографія
Динаміка населення (INE ):

## Галерея зображень

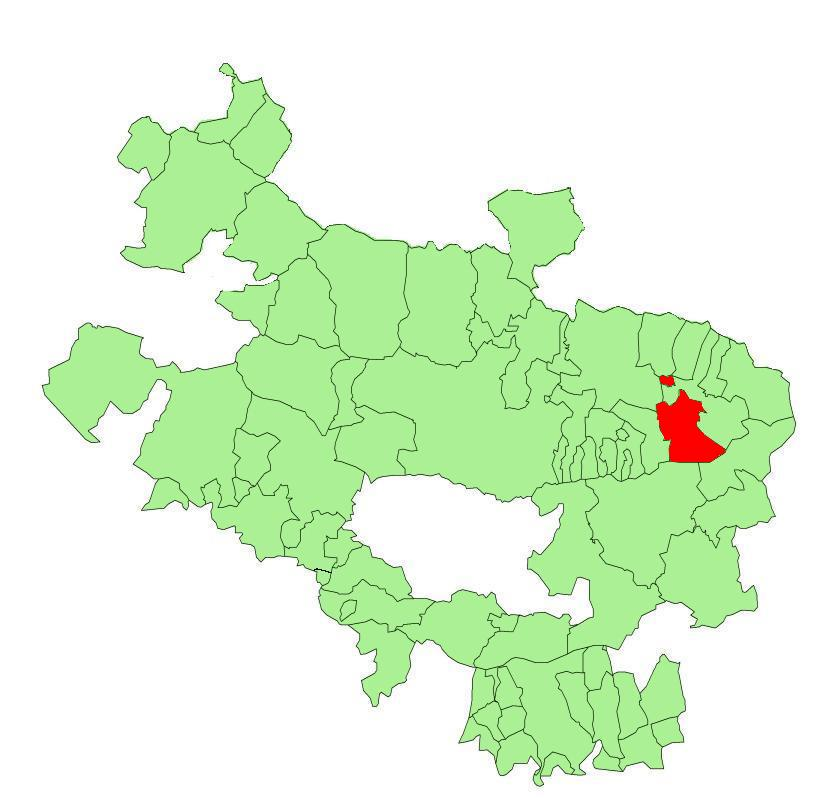
Розташування муніципалітету
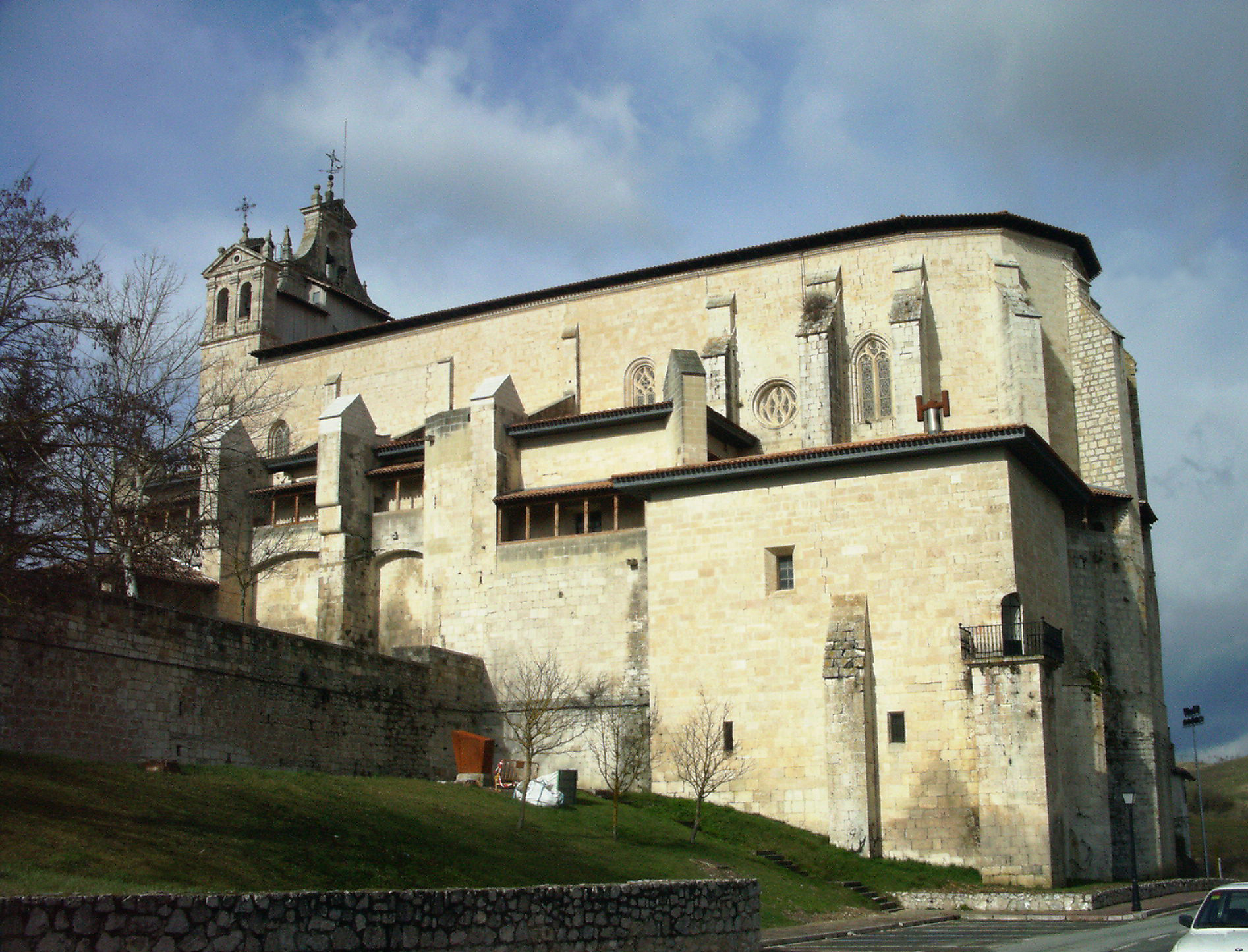
Церква Санта-Марія, Сальватьєрра
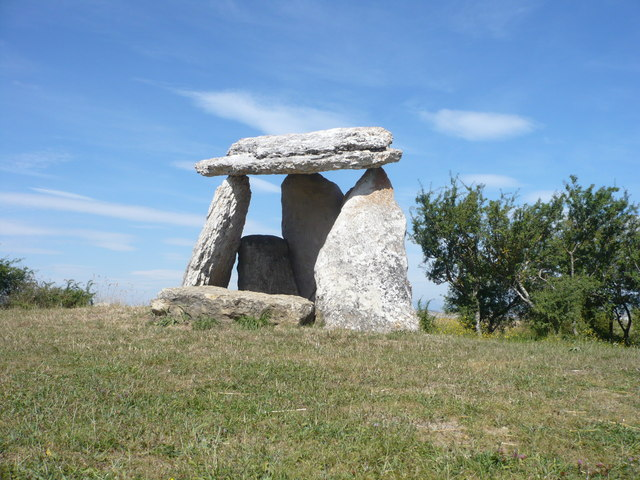
Дольмен Соргінече, Аррісала
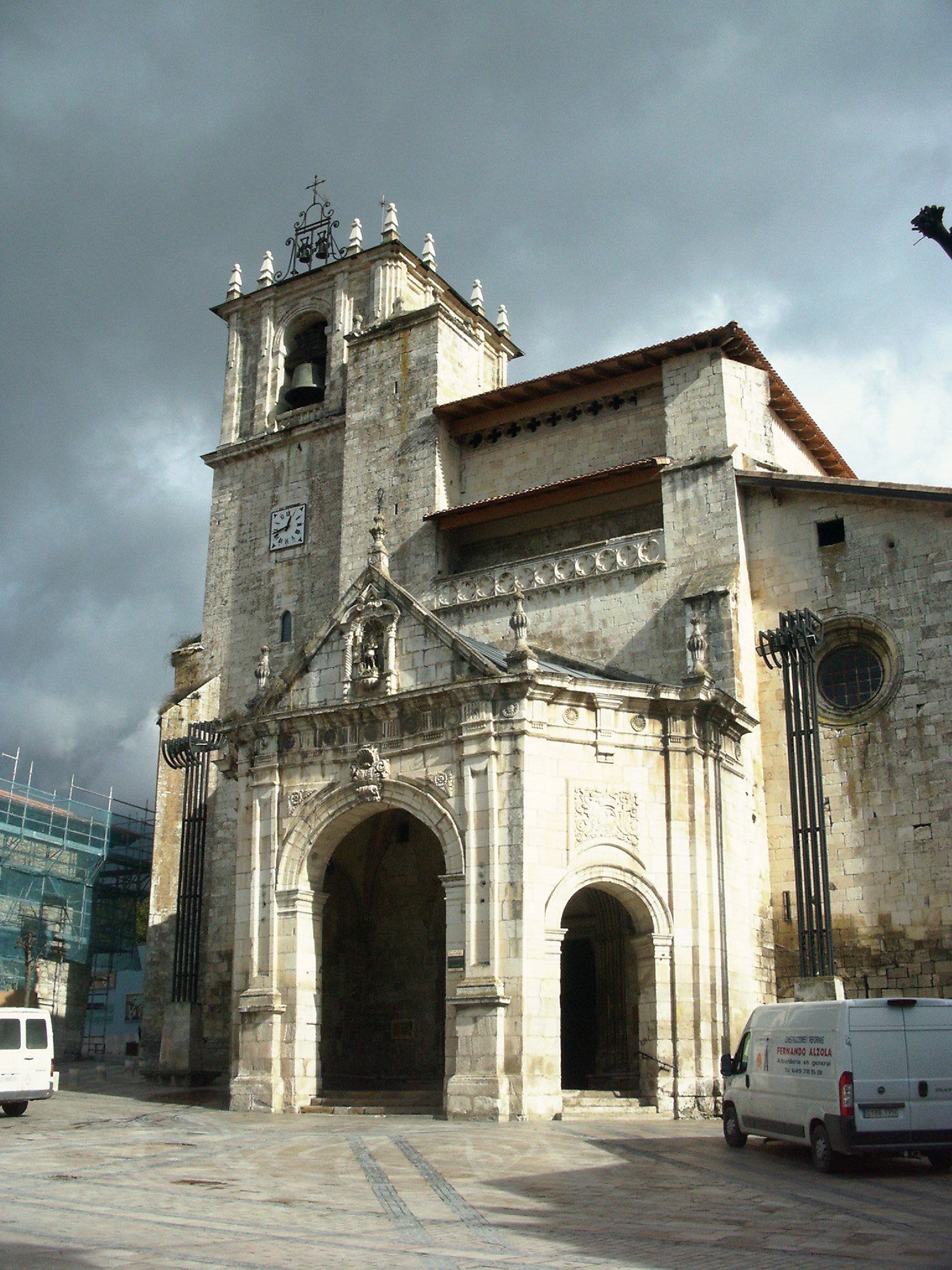
Церква Сан-Хуан-Баутіста, Сальватьєрра